# Hans Jochen Peters
Hans Jochen Peters (* 24. Februar 1944 in Wesselburen; † 9. Oktober 2008 in Zagreb) war ein deutscher Diplomat und von 2006 bis zu seinem Tod 2008 Botschafter an der deutschen Botschaft in Zagreb, Kroatien.

## Leben
Hans Jochen Peters studierte Slawistik, Geschichte, Politikwissenschaften und Philosophie in Kiel und Tübingen. 1970 trat er in den Höheren Auswärtigen Dienst ein und war nach seiner Vorbereitungszeit als Referent im Auswärtigen Amt tätig. Von 1973 bis 1975 war er Pressereferent und Leiter der Handelsförderungsstelle an der Botschaft in der Sowjetunion. Im Anschluss wurde er stellvertretender Referatsleiter in der außenpolitischen Abteilung im Bundeskanzleramt. Unter Bundeskanzler Helmut Schmidt wurde er 1979 dessen persönlicher Referent und stellvertretender Leiter des Kanzlerbüros.

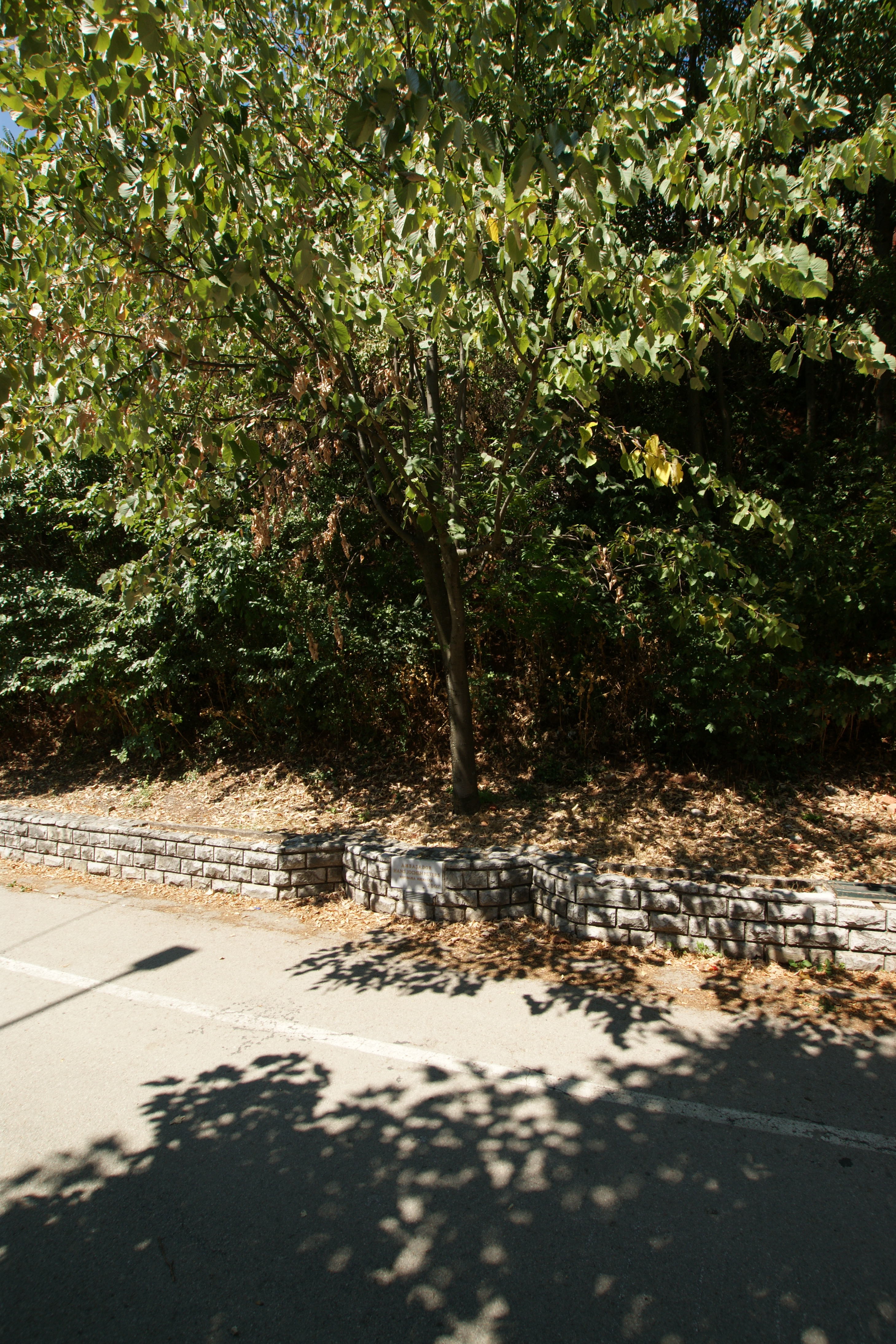
Von Hans Jochen Peters gespendeter Baum in Sarajevo

Von 1981 bis 1984 fungierte Peters als stellvertretender Botschafter in Uruguay. Anschließend war er im Planungsstab des Auswärtigen Amtes tätig. 1988 führte ihn seine Arbeit in die Staatskanzlei von Schleswig-Holstein, bevor er 1991 Referatsleiter bei der NATO in Brüssel wurde. Danach kehrte er für vier Jahre ins Auswärtige Amt zurück, bevor er 1999 seinen ersten Posten als Botschafter in Bosnien und Herzegowina übernahm. 2003 folgte eine weitere Station als Botschafter in Slowenien, bevor er im September 2006 seinen Dienst als Botschafter in Zagreb antrat. Hans Jochen Peters verstarb nach längerer Krankheit.

## Schriften
- NACC and the OSCE: A Contribution in the Context of the Concept of “Interlocking Institutions”. In: Bernard von Plate (Hg.). Europa auf dem Wege zur kollektiven Sicherheit? Konzeptionelle und organisatorische Entwicklungen der sicherheitspolitischen Institutionent Europas mit John Barrett, Baden-Baden 1994. S. 249–264.